# Alexandru Cotoi
Alexandru Florin Cotoi (conocido también como Alex Cotoi) es un compositor, productor y disc-jockey rumano. A través de los años, el artista ha trabajado con varias cantantes de alto perfil, entre ellas Delia Matache, Irina Rimes, Inna y Alexandra Stan. Cotoi ganó el Premio Grammy al mejor álbum de rock latino/alternativo tras su participación en la composición del tema «Baddest Girl in Town» (2015), presente en el noveno álbum de estudio de Pitbull, Dale (2015). Desde 2019, bajo su nombre artístico Sickotoy, comenzó a publicar sencillos exitosos como «Addicted» y «You Don't Love Me» con Minelli y Roxen, respectivamente; ambas canciones ingresaron dentro del top 5 en la lista Airplay 100.

## Discografía
| Título                                                                                    | Año  | Posicionamiento en listas | Posicionamiento en listas | Posicionamiento en listas | Posicionamiento en listas | Álbum              |
| Título                                                                                    | Año  | RUM                       | BUL                       | RUS                       | UCR                       | Álbum              |
| ----------------------------------------------------------------------------------------- | ---- | ------------------------- | ------------------------- | ------------------------- | ------------------------- | ------------------ |
| «Addicted» (con Minelli)                                                                  | 2019 | 2                         | —                         | 130                       | —                         | Sencillo sin álbum |
| «You Don't Love Me» (con Roxen)                                                           | 2019 | 3                         | 7                         | 970                       | —                         | Sencillo sin álbum |
| «Dum Dum» (con Ilkay Sencan y la voz sin acreditar de Minelli)                            | 2020 | 20                        | —                         | 875                       | —                         | Sencillo sin álbum |
| «VKTM» (con Inna y TAG)                                                                   | 2020 | 92                        | —                         | 714                       | —                         | Sencillo sin álbum |
| «Gasolina» (con EM44)                                                                     | 2020 | 13                        | —                         | 371                       | —                         | Sencillo sin álbum |
| «Touché» (con Misha Miller)                                                               | 2020 | —                         | —                         | 487                       | 47                        | Sencillo sin álbum |
| «Snake Dance» (con Forever Kids)                                                          | 2020 | —                         | —                         | —                         | —                         | Sencillo sin álbum |
| «Green Light» (con Aysia y BJ)                                                            | 2021 | 52                        | —                         | —                         | —                         | Sencillo sin álbum |
| «Call 911» (con Maruv)                                                                    | 2021 | —                         | —                         | 91                        | —                         | Sencillo sin álbum |
| «Hollywood» (con BeatItPunk y Yoelle)                                                     | 2021 | —                         | —                         | —                         | —                         | Sencillo sin álbum |
| «Billie Jean» (con Bastien)                                                               | 2021 | —                         | —                         | —                         | —                         | Sencillo sin álbum |
| «Dancin' to Forget» (con Randi)                                                           | 2021 | —                         | —                         | —                         | —                         | Sencillo sin álbum |
| «Papa» (con Elvana Gjata e Inna)                                                          | 2021 | 18                        | —                         | 327                       | —                         | Sencillo sin álbum |
| «Runnin' Out of Love» (con Nethy Aber)                                                    | 2021 | —                         | —                         | —                         | —                         | Sencillo sin álbum |
| «Maria» (con Iraida)                                                                      | 2021 | —                         | —                         | —                         | —                         | Sencillo sin álbum |
| «Too Deep» (con Eva Timush)                                                               | 2022 | —                         | —                         | —                         | —                         | Sencillo sin álbum |
| «Said and Done»                                                                           | 2022 | —                         | —                         | —                         | —                         | Sencillo sin álbum |
| «Now»(con Britt Lari)                                                                     | 2022 | —                         | —                         | —                         | —                         | Sencillo sin álbum |
| «In My Blood»(con Nethy Aber)                                                             | 2022 | —                         | —                         | —                         | —                         | Sencillo sin álbum |
| «Don't Look the Other Way»(con Olivia Addams)                                             | 2023 | —                         | —                         | —                         | —                         | Sencillo sin álbum |
| «Think About U»(con Minelli)                                                              | 2023 | —                         | —                         | —                         | —                         | Sencillo sin álbum |
| «My Love»(con Chopin)                                                                     | 2023 | —                         | —                         | —                         | —                         | Sencillo sin álbum |
| «Into the Light»(con Dayana)                                                              | 2023 | —                         | —                         | —                         | —                         | Sencillo sin álbum |
| «Bad Girls»(con Inna, Antonia y Eva Timush)                                               | 2023 | —                         | —                         | —                         | —                         | Sencillo sin álbum |
| «—» indica que el sencillo no alcanzó posición alguna o no fue lanzado en ese territorio. |      |                           |                           |                           |                           |                    |